# Carl Petersen (Historiker)
Carl Petersen (* 5. März 1885 in Hvidding (Nordschleswig); † 26. Januar 1942 in Berlin) war ein deutscher Historiker und Hochschullehrer.

## Leben
Carl Petersen war ein Sohn des Pastors und späteren Generalsuperintendenten Peter Friedrich Petersen und dessen Frau Johanna Ernestine Elisabeth, geb. Hansen (* 1862 in Hadersleben). Er wuchs in Hadersleben auf. Im Studium in Berlin waren Kurt Breysig und Otto Hintze seine wichtigsten Lehrer. Nach Promotion (1911) in Berlin und Habilitation (1922) in Kiel war er von 1927 bis 1939 außerplanmäßiger Professor an der Christian-Albrechts-Universität zu Kiel. Von 1939 bis zu seinem Tode 1942 war er an der Universität Greifswald außerplanmäßiger außerordentlicher Professor für mittlere und neuere Geschichte, besonders nordische Geistesgeschichte.
Petersen stand, wie auch sein Freund, der Historiker Friedrich Wolters, dem George-Kreis nahe.
Er war seit 1911 verheiratet mit Ida Minna (Minnie), geb. Räuber (* 1882 in Elbing). Die Philologin Leiva Petersen war eine Tochter des Paares.

## Schriften (Auswahl)
- Das Schicksal der Musik von der Antike zur Gegenwart. Breslau 1922.
- Die Geschichte des Kreises Beeskow-Storkow. 1922. Nachdruck: Findling, Neuenhagen 2002, ISBN 3-933603-19-6.
- mit Friedrich Wolters: Die Heldensagen der germanischen Frühzeit. Breslau 1921.
- Deutschland und der Norden. Breslau 1931.
- Deutscher und nordischer Geist. Breslau 1932.
- Die Stellung der Natur- und Geisteswissenschaften in der neuen Universität und die Aufgabe ihrer Fachschaften. Neumünster 1933.
- Volk und Nation als geschichtliche Wirklichkeiten. Neumünster 1933.
- Deutschland und Schweden in ihrer geschichtlichen Wechselwirkung. Neumünster 1933.
- Deutsche Volkswerdung. Breslau 1934.
- Der Seher deutscher Volkheit Friedrich Hölderlin. Kiel 1934.
- Deutscher und nordischer Geist. Breslau 1936.
- Der Anteil der Deutschen am Aufbau Dänemarks. Flensburg 1938.
- Nikolaus Falck und die schleswig-holsteinische Bewegung. In: Kieler Blätter. Bd. 2 (1939), Heft 4, S. 237–253.